# Florencio Sosa Acevedo
Florencio Sosa Acevedo (Puerto de la Cruz, 1901 – Sevilla, 5 de novembre de 1975) fou un polític i sindicalista canari.
Era fill d'agricultors humils. Estudià al Seminari Conciliar de Tenerife, però deixà la carrera eclesiàstica per a fer Magisteri. Treballà com a corresponsal literari de La Gaceta de Tenerife. Fou president de la Sociedad de Instrucción y Recreo Valle de Taoro de Las Dehesas durant 1927-1929. Ingressà al PSOE i a les eleccions municipals espanyoles de 1931 fou escollit alcalde de Puerto de la Cruz, càrrec que ocupà fins a 1933 en què fou substituït per Isidoro Luz Carpenter. Fou un dels qui proclamà la Segona República des del balcó de l'ajuntament. També es dedicà a organitzar sindicalment als conreadors de plàtans de la vall de La Orotava i donà suport llurs reivindicacions. Durant la revolució de 1934 fou desterrat durant un any a l'illa del Hierro.
Poc després abandonà el PSOE i ingressà al PCE, partit amb el qual fou elegit diputat per Santa Cruz de Tenerife dins les llistes del Front Popular a les eleccions generals espanyoles de 1936. El cop d'estat del 18 de juliol de 1936 el va sorprendre a Madrid, on formà part de la Comissió Gestora del Museu del Prado i n'organitzà exposicions a París. També formà part del Front Antifeixista de Canàries, amb els altres diputats canaris i amb Juan Negrín com a president honorari, que donava suport als canaris que fugien cap a la zona republicana.
El 18 de març de 1939 es creà la direcció clandestina del PCE, en la que fou representant per Canàries i responsable de relacions amb les autoritats republicanes. També formà part del Comitè d'Evacuació que negocià amb el general italià Gastone Gambara la sortida de refugiats del Port d'Alacant. Fet presoner, fou tancat al Castell de Santa Bàrbara, on fou torturat i colpejat. Fou condemnat a mort, però l'alliberaren després de passar quatre anys a la presó. Després s'establí a Alacant, on creà una empresa de comercialització de fruites de Canàries. Va morir en un accident de cotxe vora Sevilla el 1975.

## Obres
- Destierro en Hierro (1935)